# Чемпіонат Європи з міжнародних шашок серед жінок 2000
Перший Чемпіонат Європи з міжнародних шашок серед жінок, який проходив з 19 по 25 вересня 2000 року в Запоріжжі, Україна під егідою ФМЖД за швейцарською системою у 8 турів. У чемпіонаті взяли участь 16 спортсменок.
Перемогла росіянка Тамара Тансикужина, срібло виборола представниця України Ольга Балтажи, третє місце посіла спортсменка з Нідерландів Ольга Камишлеєва.

## Результати
| Місце | Учасник             | Країна     | Заліковий бал | вигр. | ніч. | пор. |
| ----- | ------------------- | ---------- | ------------- | ----- | ---- | ---- |
| 1     | Тамара Тансикужина  | Росія      | 12            | 4     | 4    | 0    |
| 2     | Ольга Балтажи       | Україна    | 11            | 3     | 5    | 0    |
| 3     | Ольга Камишлеєва    | Нідерланди | 10            | 2     | 6    | 0    |
| 4     | Олена Мільшина      | Росія      | 10            | 2     | 6    | 0    |
| 5     | Ірина Пашкевич      | Білорусь   | 10            | 4     | 2    | 2    |
| 6     | Ольга Садовська     | Білорусь   | 9             | 1     | 7    | 0    |
| 7     | Людмила Литвиненко  | Україна    | 9             | 3     | 3    | 2    |
| 8     | Антра Валнере       | Латвія     | 8             | 1     | 6    | 1    |
| 9     | Тамара Тетерина     | Росія      | 8             | 3     | 2    | 3    |
| 10    | Надія Дружиніна     | Молдова    | 8             | 4     | 0    | 4    |
| 11    | Ерна Вандерс        | Нідерланди | 7             | 2     | 3    | 3    |
| 12    | Ганна Хілевська     | Польща     | 7             | 2     | 3    | 3    |
| 13    | Ірина Куколева      | Україна    | 6             | 2     | 2    | 4    |
| 14    | Вікторія Приходько  | Росія      | 6             | 2     | 2    | 4    |
| 15    | Наталія Герасимович | Білорусь   | 5             | 1     | 3    | 4    |
| 16    | Пауліна Хамера      | Польща     | 2             | 0     | 2    | 6    |